# Raimondo Montecuccoli (cruzador)
O Raimondo Montecuccoli foi um cruzador rápido operado pela Marinha Real e Marinha Militar Italiana e a sétima embarcação da Classe Condottieri. Sua construção começou em outubro de 1931 nos estaleiros da Gio. Ansaldo & C. e foi lançado ao mar em agosto de 1934, sendo comissionado na frota italiana em junho do ano seguinte. Era armado com uma bateria principal composta por oito canhões de 152 milímetros montados em quatro torres de artilharia duplas, tinha um deslocamento de quase nove mil toneladas e conseguia alcançar uma velocidade máxima de 37 nós.
A finalização do Raimondo Montecuccoli foi adiada por mudanças de projeto ainda durante sua construção. Ele foi enviado para o Extremo Oriente em agosto de 1937, depois do início da Segunda Guerra Sino-Japonesa, com o objetivo de proteger os interesses italianos na região. Ele permaneceu na área até novembro do ano seguinte, neste período tendo também realizado viagens para a Austrália, Japão e Hong Kong. O cruzador voltou para a Itália em dezembro e, depois de um período de manutenção e reformas, foi designado para servir na 2ª Esquadra junto com seus irmãos.
Na Segunda Guerra Mundial, o navio participou de operações de escoltas de comboios e instalações de minas, além de ações contra a Marinha Real Britânica, incluindo a Batalha da Calábria em julho de 1940, a Primeira Batalha de Sirte em dezembro de 1941 e um ataque contra o Comboio Arpão em junho de 1942. Depois da rendição italiana em 1943, o Raimondo Montecuccoli foi usado como navio de transporte. A embarcação foi transformada em um navio de treinamento no pós-guerra, função que exerceu até ser tirado de serviço no início de junho de 1964 e desmontado.